# إمطي
إمطي قرية عُمانية قديمة. تقع شمال ولاية إزكي في المنطقة الداخلية. يقدّر عدد سكانها بنحو 9000 نسمة، وقدرّت مساحتها بنحو 13 كم طولًا و5 كم عرضًا.
- تشتهر بخصوبة أراضيها الزراعية وأوديتها؛ وادي إمطي ووادي حلفين. وتشتهر بأفلاجها السبع.